# Objetivo militar legítimo
El Protocolo I de los Convenios de Ginebra, artículo 52, prevé la protección general de los bienes de carácter civil, obstaculizando los ataques a objetivos militares. El artículo 52 establece: 
"En lo que respecta a los bienes, los objetivos militares se limitan a aquellos que por su naturaleza, ubicación, finalidad o uso contribuyan eficazmente a la acción militar y cuya destrucción, captura o neutralización total o parcial, en las circunstancias imperantes en ese momento, ofrece una clara ventaja militar." 
Cualquier ataque debe estar justificado por una necesidad militar: un ataque o acción debe tener como objetivo ayudar en la derrota militar del enemigo, debe ser un ataque a un objetivo militar, y el daño causado a civiles o propiedad civil debe ser proporcional y no "excesivo en relación con la ventaja militar concreta y directa prevista".
Algunos objetivos son claramente legítimos. Estos incluyen a todo el personal militar que no está fuera de combate. También incluye a cualquier persona que participe directamente en las hostilidades militares. También incluye equipos y bases militares y cualquier edificio utilizado como fortificación, ya sea diseñado como tal o utilizado por el ejército ad hoc.
La infraestructura civil, como ferrocarriles, carreteras, puertos, aeropuertos y telecomunicaciones, utilizada para el transporte de activos militares, o utilizada por el ejército para comunicaciones electrónicas, se consideran objetivos militares legítimos.

Donde comienza a tener más matices es si el daño a los civiles o la propiedad civil es "excesivo en relación con la ventaja militar concreta y directa prevista". Durante la Segunda Guerra Mundial hubo una canción llamada thing-ummy-bob que contiene las líneas "Y es la chica la que lleva el aceite, la que aceita el anillo que hace funcionar el thing-ummy-bob, eso va a ganar la guerra". Si una niña así es un objetivo legítimo es un área que probablemente deba decidirse caso por caso. Sin embargo, el Protocolo I sugiere que si no está claro, las partes en conflicto deben pecar de cautelosas, ya que el artículo 52 establece: 
"En caso de duda, si un objeto que normalmente se dedica a fines civiles, como un lugar de culto, una casa u otra vivienda o una escuela se utiliza para hacer una contribución efectiva a la acción militar, se presumirá que no se utiliza".

## Otras lecturas
- Moreno-Ocampo, Luis (9 de febrero de 2006), «Allegations concerning War Crimes» (PDF), OTP letter to senders re Iraq, pp. 4, 5, archivado desde el original el 22 de julio de 2011, consultado el 7 de diciembre de 2020.
- Jones, John Bush (2006), The songs that fought the war: popular music and the home front, 1939-1945, UPNE, p. 196, ISBN 978-1-58465-443-8.
- Rado, Gaby (2001), Legitimate Military Targets, archivado desde el original el 25 de septiembre de 2009.

- Datos: Q6518482